# Mimoclystia limonias
Mimoclystia limonias es una especie de polilla de la familia Geometridae. La especie fue descrita por primera vez por el lepidopterólogo inglés Louis Beethoven Prout en 1933, con distribución endémica en Tanzania. El holotipo de la especie fue descrita en los prados abiertos y arbustos del volcán Empakaai, de la zona de conservación de Ngorongoro en la región de Arusha, a una altitud de 8800 pies (2682,2 m) sobre el nivel del mar.